# أل بليدز
أل بليدز (بالإنجليزية: Al Blades)‏ هو لاعب كرة قدم أمريكية أمريكي، ولد في مارس 1977، وتوفي في 20 مارس 2003 في ميامي في الولايات المتحدة.